# Jüdischer Friedhof (Begau)

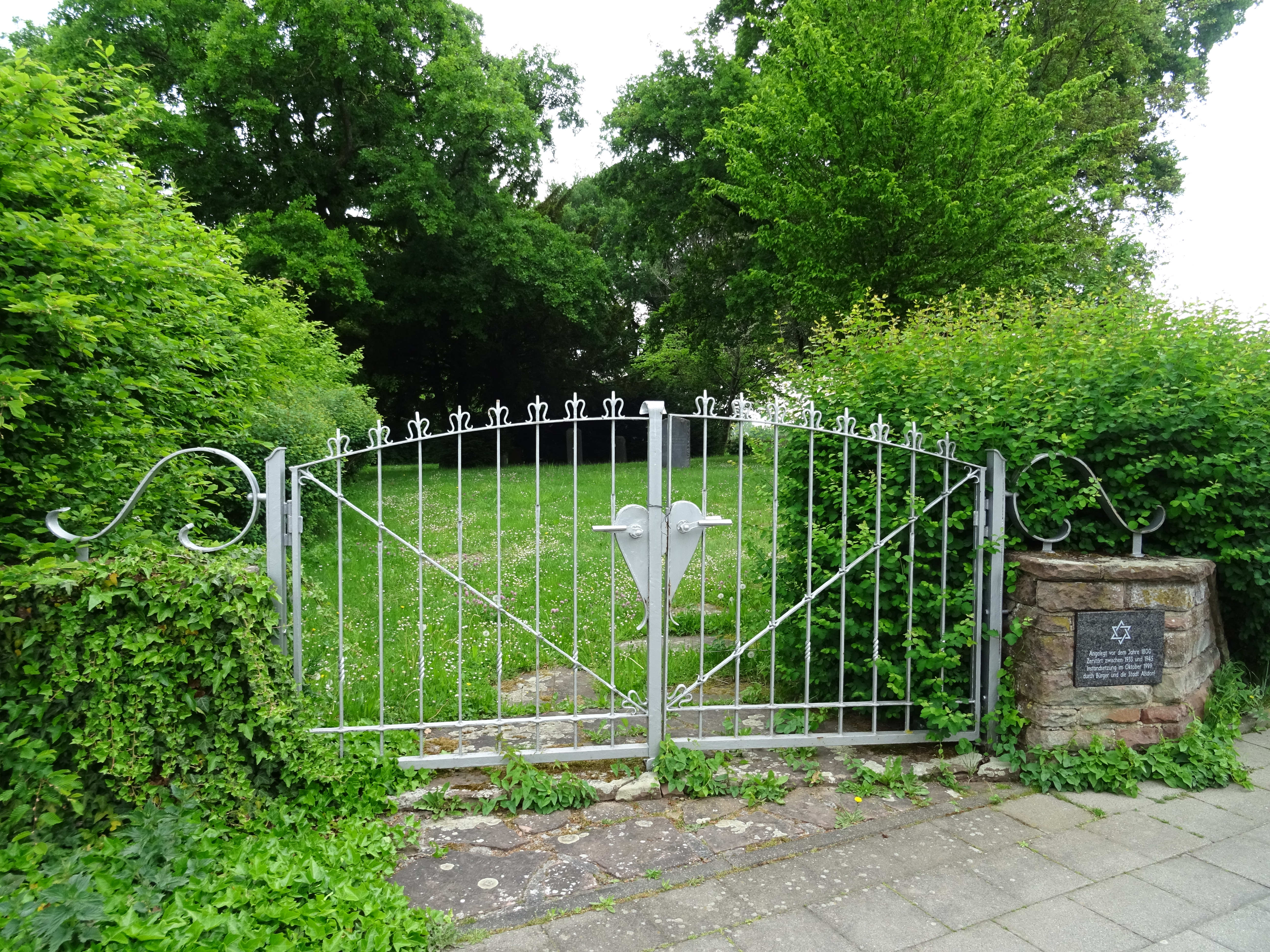
Frontansicht des Friedhofes

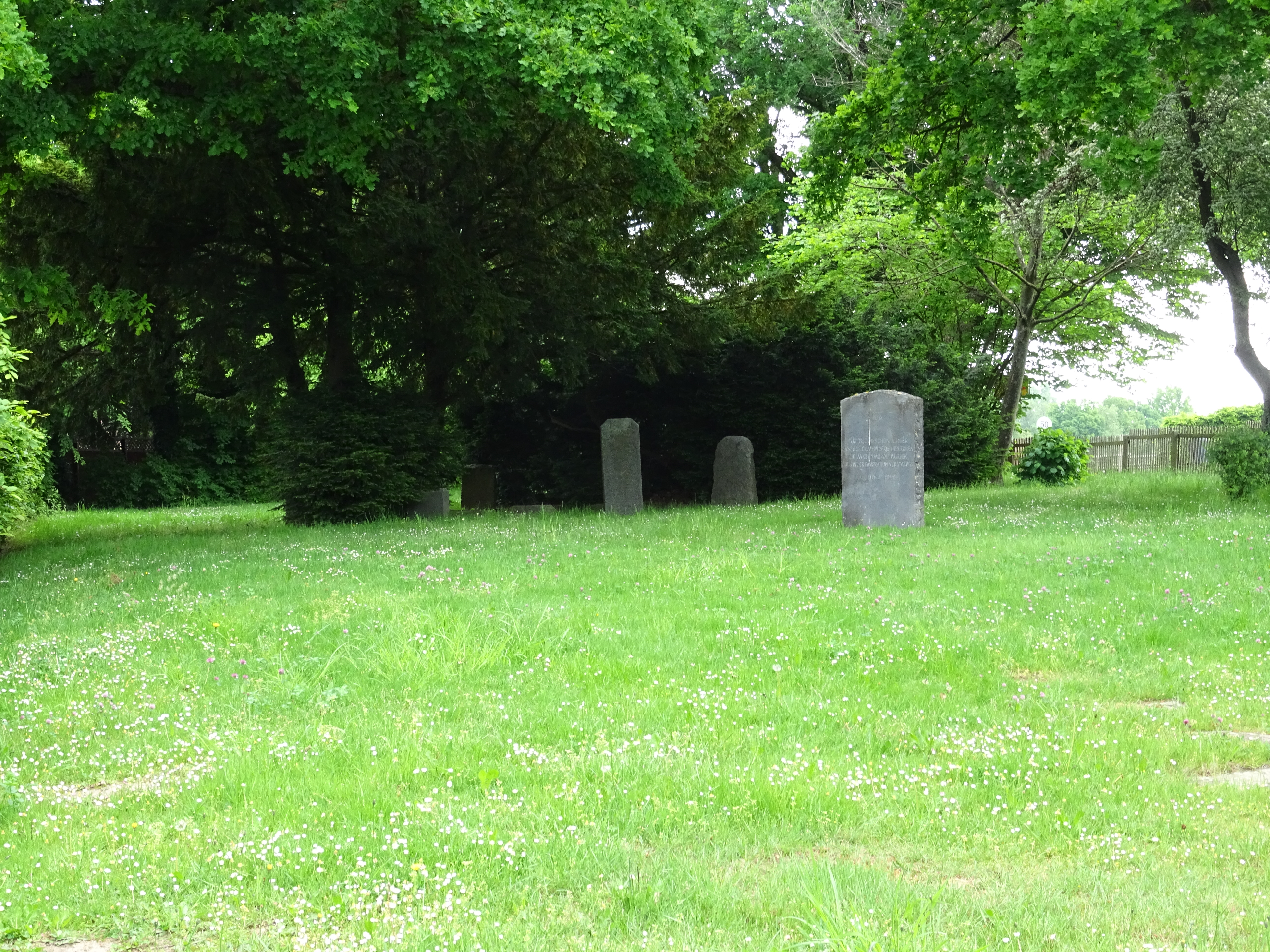
Grabsteine des Friedhofes

Der Jüdische Friedhof Begau liegt im Ortsteil Begau der Stadt Alsdorf in der Städteregion Aachen (Nordrhein-Westfalen). Er befindet sich am Alten Römerweg.
Der jüdische Friedhof wurde nur von vor 1900 bis 1940 belegt. Es sind noch sieben Grabsteine (Mazewot) vorhanden. Die letzte Beerdigung erfolgte am 22. November 1940. 1996 errichtete die Stadt Alsdorf neben den noch erhaltenen Grabsteinen ein Mahnmal zur Erinnerung an die in den Konzentrationslagern ermordeten und in der Emigration verstorbenen jüdischen Mitbürger.